# 新塔热乡
新塔热乡，是中华人民共和国新疆维吾尔自治区巴音郭楞蒙古自治州和硕县下辖的一个乡镇级行政单位。

## 行政区划
新塔热乡下辖以下地区：
新塔热村、布茨恩查干村和则格德恩阿茨村。